# Matt Costello
Pour les articles homonymes, voir Costello.
Matt Costello, né le 5 août 1993 à Bay City au Michigan, est un joueur ivoirien de basket-ball. Il évolue aux postes d'ailier fort et de pivot.

## Biographie

### Carrière universitaire
Costello passe ses quatre années universitaires à l'université d'État du Michigan où il joue pour les Spartans entre 2012 et 2016.

### Carrière professionnelle
Le 23 juin 2016, lors de la draft 2016 de la NBA, automatiquement éligible, il n'est pas sélectionné. En juillet, il participe à la NBA Summer League de Las Vegas avec les Hawks d'Atlanta. En six matches, il a des moyennes de 5,67 points, 5 rebonds, 1,17 passes décisives et 0,67 interception en 18,2 minutes par match.
Le 15 juillet 2016, il signe un contrat avec les Hawks d'Atlanta pour participer au camp d'entraînement et tenter de faire partie des quinze joueurs retenus au début de la saison NBA 2016-2017. Le 17 octobre, il est libéré par les Hawks.
Le 24 juillet 2017, il signe un contrat two-way avec les Spurs de San Antonio.
Le 2 août 2018, il s'engage avec le Felice Sandone.
En juillet 2021, Costello rejoint le Saski Baskonia, club espagnol. Il y signe un contrat sur 3 saisons.

## Statistiques

### Universitaires
| Saison    | Équipe         | Matchs | Titul. | Min./m | % Tir | % 3pts | % LF | Rbds/m. | Pass/m. | Int/m. | Ctr/m. | Pts/m. |
| --------- | -------------- | ------ | ------ | ------ | ----- | ------ | ---- | ------- | ------- | ------ | ------ | ------ |
| 2012-2013 | Michigan State | 30     | 0      | 6,1    | 46,9  | 0,0    | 82,4 | 1,33    | 0,17    | 0,20   | 0,43   | 1,47   |
| 2013-2014 | Michigan State | 34     | 20     | 14,7   | 59,8  | 0,0    | 66,0 | 3,35    | 0,79    | 0,26   | 1,26   | 4,03   |
| 2014-2015 | Michigan State | 39     | 6      | 20,4   | 57,9  | 0,0    | 67,1 | 5,18    | 0,74    | 0,41   | 1,23   | 7,00   |
| 2015-2016 | Michigan State | 35     | 35     | 22,9   | 56,1  | 25,0   | 75,2 | 8,23    | 1,31    | 0,66   | 1,20   | 10,69  |
| Total     |                | 138    | 61     | 16,5   | 56,7  | 16,7   | 71,3 | 4,67    | 0,78    | 0,39   | 1,06   | 6,00   |

## Palmarès
- Second-team All-Big Ten – Media (2016)
- Third-team All-Big Ten – Coaches (2016)
- First-team Parade All-American (2012)
- Michigan Mr. Basketball (2012)
- Finaliste du Championnat d'Afrique de basket-ball 2021 avec l'équipe de Côte d'Ivoire de basket-ball

## Vie privée
Costello est le fils de Mike et Jen Costello.